# Kastell Răcarii de Jos
Kastell Răcarii de Jos war ein römisches Hilfstruppenlager auf dem Gebiet des Dorfes Răcarii de Jos in der Gemeinde Brădești, Kreis Dolj, in der rumänischen Region Walachei.

## Lage

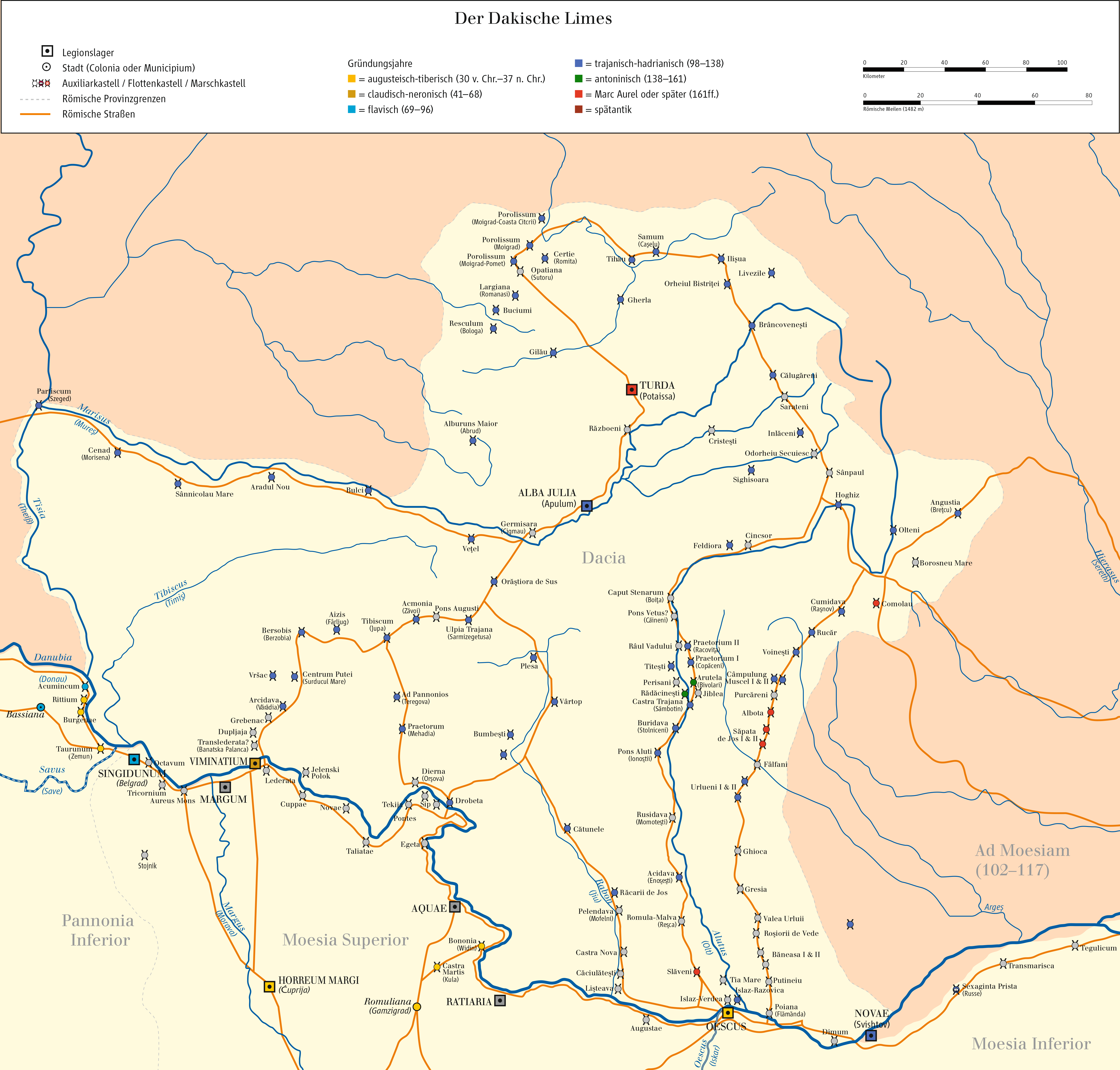
Lage des Kastells im Verlauf der römischen Limites

Im heutigen Siedlungsbild befindet sich das Bodendenkmal südwestlich des Dorfes Răcarii de Jos in der Flur „Cetate“. Das Kastellgelände befindet sich in einem nicht überbauten, landwirtschaftlich genutzten Gelände unmittelbar neben der Drum național 6 (Nationalstraße 6), die der Europastraße 70 entspricht. Topographisch liegt die ehemalige Garnison am Ende eines Höhenrückens am linken Ufer des Flusses Jiu, eines Nebenflusses der Donau. In antiker Zeit oblag der Kastellbesatzung vermutlich die Aufgabe der Bewachung einer Furt durch den Jiu, der einzig bekannten im mittleren Lauf des Flusses.

## Forschungsgeschichte
Im 19. Jahrhundert lagen die Ruinen noch offen im Gelände, was die Aufmerksamkeit von Antiquitätensammlern auf sich zog. Seriöse archäologische Ausgrabungen erfolgten dann in den Jahren 1897 und 1898 unter der Leitung von Grigore Tocilescu, 1928 und 1929 unter Grigore Florescu, sowie 1991 und 1992 durch Cristian Vlădescu. Dabei waren die Archäologen der Vorkriegszeit insbesondere darum bemüht, durch einen entsprechenden epigraphischen Fund den antiken Namen des Kastells zu identifizieren, weswegen sie alle Steinstrukturen verfolgten und frei legten. Eugen S. Teodor, der für die Ausgrabungen des 21. Jahrhunderts verantwortlich zeichnet, weist ferner kritisch darauf hin, dass die früheren Ausgräber nicht richtig zu stratifizieren gewusst hätten, und so bezüglich der Chronologie des Kastells nur vage, inzwischen widerlegte Vermutungen hinterlassen konnten. 2003 wurden die archäologischen Untersuchungen unter der Leitung von Eugen S. Teodor und Dorel Bondoc erneut aufgenommen und in den folgenden Jahren kontinuierlich fortgesetzt.

## Archäologische Befunde
Bei den archäologischen Ausgrabungen (siehe oben) konnten insgesamt drei Bauphasen differenziert werden. Auf ein Erdlager mit Holzpalisade folgte ein Holz-Erde-Lage und schließlich ein Steinkastell. Nach dem Auxiliarvicus wurde zwar nicht systematisch gesucht, jedoch konnten seine Existenz und die Existenz von Gräberfeldern nachgewiesen werden.

### Kleines Erdkastell mit Holzpalisade
Das früheste Lager in Răcarii de Jos wurde von einer Vexillatio der Legio V Macedonica während der Dakerkriege des Trajan angelegt. Es bestand aus einem Erdwall, dessen Krone mit einer Holzpalisade bewehrt war. Das rechteckige Kastell nahm mit seinen Abmessungen von 144 m mal 125 m eine Grundfläche von 1,8 Hektar ein. Es war mit seinen Seiten nach den vier Himmelsrichtungen ausgerichtet, seine Porta Praetoria (Haupttor) wies vermutlich nach Osten, zum Feind hin. Die von diesem Lager noch identifizierten Grabenstücke waren nicht ganz einheitlich, ihre durchschnittliche Breite betrug sechs Meter, ihre Tiefe zwei Meter.

### Großes Holz-Erde-Lager
In der Zeit des Antoninus Pius (138–161) wurde das so genannte Kleine Erdkastell durch ein größeres Holz-Erde-Lager ersetzt. Zur Bestimmung eines Terminus post quem dient eine Münzprägung des Jahres 157, die in einem die trajanischen Gräben überdeckenden Stratum gefunden wurde. Das neue Lager, offenbar von vornherein zur Aufnahme einer größeren Einheit konzipiert, orientierte sich an der Ausrichtung des frühen Lagers, maß jedoch 170 m mal 141 m und bedeckte damit eine Fläche von 2,4 Hektar. Es war mit einer Holz-Erde-Mauer bewehrt, vor der – nach einer 1,5 m bis 1,7 m breiten Berme – als Annäherungshindernis ein fünf Meter breiter und zwischen 1,2 m und 1,4 m tiefer W-förmiger Doppelspitzgraben verlief. Zur neuen Stammeinheit wurde ein inschriftlich mehrfach nachgewiesener Numerus Mauretanorium S..., der als Numerus Mauretanorium Saldensium gelesen wird.

### Steinkastell
Ausweislich der Münzfunde wurde das Holz-Erde-Lager vermutlich in der Zeit des Caracalla (211–217) durch ein Steinkastell ersetzt, das im Wesentlichen unmittelbar auf die Konturen des vorherigen Lagers gebaut wurde und so mit seinen Abmessungen von 173,20 m mal 141,50 m (entsprechend 2,45 Hektar) nur marginal größer war als der Vorgängerbau. Die Holz-Erde-Mauer wurde durch eine einen Meter mächtige und geschätzt bis zu 3,7 m hohe Steinmauer in der Technik des Opus incertum ersetzt. Der alte W-förmige Verteidigungsgraben wurde verfüllt, um Raum für eine größere, annähernd vier Meter breite Berme zu gewinnen. Vor dieser wurde als neuerliches Annäherungshindernis ein elf Meter breiter und zweieinhalb Meter tiefer Graben ausgehoben. An der Praetorialfront (Lagervorderseite) gibt es darüber hinaus Anzeichen für ein bis zwei weitere Gräben. Auffällig ist, dass dieses System von Verteidigungsgräben eine bis zu 35 Meter breite Öffnung lässt, gegenüber nur fünf Metern beim vorangehenden Kastell. Der Umstand, dass die Anzahl der Verteidigungsgräben auf der Feindseite erhöht und gleichzeitig mehr Platz (zur besseren Beweglichkeit der eigenen Truppen bei Abwehrmaßnahmen?) gelassen wurde, weist darauf hin, dass die Zeiten trotz der relativ distanzierten Lage des Kastells hinter den östlichen Grenzlinien, als nicht mehr allzu sicher angesehen wurden. Für diese Betrachtung spricht möglicherweise auch der Umstand, dass das Steinkastell in sich zwei verschiedene Bauphasen aufweist, die durch eine (in den Torbereichen bis zu 20 cm dicke) Brandschicht getrennt sind, welche auf die 220er Jahre datiert werden konnte. In der zweiten Bauphase wurde zudem die Porta decumana (rückwärtiges Lagertor) mit einer Ziegelsteinmauer verschlossen. Das Kastell war mit trapezförmigen Ecktürmen, die an der rückwärtigen Front leicht nach außen über die Mauer vorsprangen (Abmessungen: 3,05 m / 4,85 m / 4,85 m / 5,00 m in der Retentura (rückwärtiger Lagerteil), sowie 4,00 m / 4,00 m / 4,00 m / 5,00 m in der Praetentura (vorderer Lagerteil)), sowie im an der linken und rechten Flanke der Retentura zusätzlich mit nach außen hin vorkragenden Zwischentürmen besetzt. Alle vier Tore waren von ebenfalls nach außen vorspringenden Tortürmen mit Grundrissen von 4,50 m mal 5,40 m flankiert. Für die Durchfahrtsbreite der Porta praetoria wurden 3,50 m ermittelt. Von der Innenbebauung konnten nur zwei Gebäude sicher identifiziert werden, die Principia (Stabsgebäude) und ein Horreum (Speichergebäude).

#### Principia

Grundriss der Principia des Steinkastells nach Marcu (2009)

Die Principia des Steinkastells von Răcarii de Jos sind das mit Abstand größte Gebäude der Anlage. mit ihren Abmessungen von 37,00 m mal 34,00 m nehmen sie eine Gesamtfläche von 1.258 m² in Anspruch, was 5,1 % der gesamten Kastellfläche entspricht. Der Eingang der Principia besitzt eine ungewöhnliche und monumentale Durchgangsbreite von sieben Metern. Möglicherweise befand sich dort ein Vestibulum oder ein einfacher, nicht überdachter Durchgang. Der anschließende Innenhof ist auf drei Seiten von 2,50 m tiefen Portiken umgeben, hinter denen sich insgesamt 18 Räume befinden. Auf der Westseite schließt sich eine acht Meter tiefe Basilika an, die ihrerseits von einer rückwärtigen Raumflucht abgeschlossen wird. Im Zentrum der Raumflucht befindet sich das Fahnenheiligtum (aedes oder sacellum), dessen Rückseite von einer Apsis mit einem Radius von 5,90 m gebildet wird. Flankiert wird das Fahnenheiligtum von zwei hypokaustierten Räumen, die ihrerseits durch schmale Korridoren von zwei weiteren, nicht beheizbaren äußeren Räumen abgetrennt sind.

#### Horreum
Nördlich der Principia wurde ein weiteres Steingebäude interpretiert und aufgrund seiner Abmessungen von 20 m mal 9 m (= 180 m²) sowie wegen eindeutig identifizierter Strebepfeiler an allen Seiten als Horreum angesprochen. Außer dem Grundriss ist nicht viel über das Gebäude bekannt. Wegen seiner im Verhältnis zum Kastell geringen Größe wurde noch ein zweites Horreum im Kastell Răcarii de Jos postuliert, was aber bislang ohne archäologischen Nachweis blieb.

### Ende des Kastells und nachmilitärische Nutzung
Das Kastellende wird gewöhnlich mit seiner Zerstörung bei den Einfällen der Karpen kurz vor der Mitte des dritten Jahrhunderts (247/248) in Zusammenhang gebracht, die historisch belegt sind und erst 248 unter Decius ihr vorläufiges Ende fanden. In diesem Zusammenhang ist aber erwähnenswert, dass zwar keine der Fundmünzen aus Răcarii de Jos nach dem Jahr 251 geprägt wurde, jedoch nach Ansicht des Numismatikers und ehemaligen Generaldirektors der historischen Nationalmuseen Rumäniens, Ernest Oberländer-Târnoveanu, die jüngsten gefundenen Münzen einen Abrieb haben, der einer mindestens zwanzigjährigen Umlaufzeit entspricht. Daher und in Anbetracht von Reparaturmaßnahmen in der nordöstlichen Ecke des Kastells, wo hinter der zerstörten Wehrmauer eine neue Mauer errichtet wurde, sowie die Via sagularis und einige Baracken repariert worden sind, ist nicht von einem unmittelbaren und vollständigen Ende der militärischen Besatzung auszugehen. Andererseits sind die Reparaturmaßnahmen nur in einem geringen Bereich des Kastells ausgeführt worden. An anderen Stellen finden sich Spuren, die von der systematischen Niederlegung der Befestigungsmauern, der Nicht-Wiederherstellung zerstörter Gebäude und der Errichtung von improvisierten Wohngebäuden und Brunnen in den Verläufen der vormaligen Kastellstraßen zeugen. Der nunmehr zivil genutzte Lagerbereich scheint auch nicht deutlich abgetrennt von dem möglicherweise noch militärisch genutzten Areal zu sein. Es spricht also einiges dafür, dass zwar der regulär militärische Charakter des Platzes verloren ging, dass aber möglicherweise eine Restbesatzung in dem nunmehr vorrangig zivil genutzten Gelände verblieb.
Eine in der früheren Forschung postulierte konstantinische Festung des vierten Jahrhunderts kann inzwischen ausgeschlossen werden. Zum einen handelte es sich bei diesen Vermutungen um interpretatorische Fehler bei der Beurteilung komplizierterer stratigraphischer Situationen, zum anderen gibt es keinerlei Artefakte, die dem vierten Jahrhundert zuzuweisen wären. Gesichert ist durch entsprechende Wohngebäude, Lehmöfen und entsprechende Keramikfunde erst wieder eine zivile Besiedlung des Geländes im sechsten Jahrhundert, die jedoch keine Siedlungskontinuität zu der kaiserzeitlichen Garnison aufweist.

### Auxiliarvicus und Gräberfelder
Der Vicus war eine zivile Siedlung, die bei nahezu jedem römischen Militärlager anzutreffen ist und in der sich die Wohnquartiere der Angehörigen von Soldaten, der Veteranen, Handwerker, Händler, Schankwirte, Prostituierten und anderer Dienstleister befanden. Im Zentrum des Vicus konnten die Kastellthermen identifiziert und untersucht werden. Der Auxiliarvicus des Kastells Răcarii de Jos ist bislang noch nicht systematisch untersucht worden. Dumitru Tudor publizierte 1965 in seiner Studie über die Untersuchungen Tocilescus eine erste Skizze, in der er die damals bekannten Fundstellen außerhalb des Kastells zusammenfasste. Mit modernen Methoden ließ sich aus seinen und Tocilescus Angaben bereits eine Größenordnung von mehr als 20 Hektar interpolieren. Inzwischen beläuft sich das gesamte bekannte fundtragende Areal rund um das Kastell auf 45 bis 50 Hektar. Die Hauptrichtung des Vicus lag südöstlich des Kastells, wo er sich auf eine Länge von 500 m längs des Jiu erstreckte. Beim Ausbau der Europastraße 70 wurde der Kern der Siedlung geschnitten (und zerstört), der aus massiven Steingebäuden bestand. Aufgrund der Abweichung der Gebäudefluchten von der Ausrichtung des Kastells wird noch ein weiterer ziviler Siedlungsschwerpunkt nordöstlich des Lagers vermutet. Für die dort befindlichen, privaten Liegenschaften wurde jedoch bislang keine Grabungsgenehmigung erteilt.
Die Nekropole scheint sich in einer Entfernung von etwa 200 m östlich des Kastells längs der Verlängerungsachse der Via praetroria erstreckt zu haben. Ein weiteres Gräberfeld, möglicherweise aber auch nur der Werkplatz eines Steinmetzen für Grabdenkmäler, wird nördlich des Militärlagers vermutet.

## Fundverbleib und Denkmalschutz
Die archäologischen Funde aus befinden sich im Institutul de Arheologie (Archäologisches Institut der Rumänischen Akademie) in Bukarest.
Die gesamte archäologische Stätte und im Speziellen das Kastell stehen nach dem 2001 verabschiedeten Gesetz Nr. 422/2001 als historische Denkmäler unter Schutz und sind mit dem LMI-Code DJ-I-s-B-07912 in der nationalen Liste der historischen Monumente (Lista Monumentelor Istorice) eingetragen. Zuständig ist das Ministerium für Kultur und nationales Erbe (Ministerul Culturii și Patrimoniului Național), insbesondere das Generaldirektorat für nationales Kulturerbe, die Abteilung für bildende Kunst sowie die Nationale Kommission für historische Denkmäler sowie weitere, dem Ministerium untergeordnete Institutionen. Ungenehmigte Ausgrabungen sowie die Ausfuhr von antiken Gegenständen sind in Rumänien verboten.